# Salpetersjuderistaten
Salpetersjuderistaten var den funktion som från 1500-talet till 1895 hade till uppgift att anskaffa och vårda svenska statens förråd av salpeter, avsett för kruttillverkning.

## Historik

### 1500–1800
Gustav Vasa utfärdade en förordning om att all befintlig "saltpetterjord" under landets ladugårdshus skulle anses som kronoregale. Kronan skulle med andra ord ha rätt över salpetern – sådan regalrätt fanns bland annat över fångst av lax i de norrländska älvarna och över den så kallade kungsådran, det vill säga en del av ett vattendrag som inte fick överbyggas med bro eller liknande.
Allmogens skyldighet att biträda med dagsverken och körslor med mera för salpetertillverkningen utbyttes år 1634 mot årlig penningavgift efter hemmantal. Denna kallades salpeterhjälpen. I Skåne och Blekinge, där den infördes år 1662, kallades den salpeterskatten.

### 1801–1895
År 1801 upphävdes regalet och i dess ställe infördes skyldighet för hemman att leverera salpeter in natura, den så kallade salpetergärden. Denna upphävdes dock i sin tur redan år 1830. Under denna period var det vanligt att varje rote höll sig med salpetersjudare för att på så sätt fullfölja sin skyldighet att leverera salpeter.
För att tillhandahålla nödvändigt rörelsekapital för statens tillverkning av salpeter inrättades salpeterfonden och landet indelades i tretton salpetersjuderidistrikt, var och en under ledning av en salpetersjuderidirektör.
Genom kungligt brev av den 13 oktober 1865 tillkännagavs att staten skulle upphöra med att inlösa salpeter, dock med undantag för Norrbottens och Västerbottens län. Genom statsmakternas beslut 1866 upphörde salpeterfonden och genom kungligt brev den 15 oktober 1867 upplöstes kommittén för salpeterärenden.
Då salpeter inte längre behövdes för statens kruttillverkning upphörde salpetersjuderistaten den 31 december 1895.